# Assem Akram

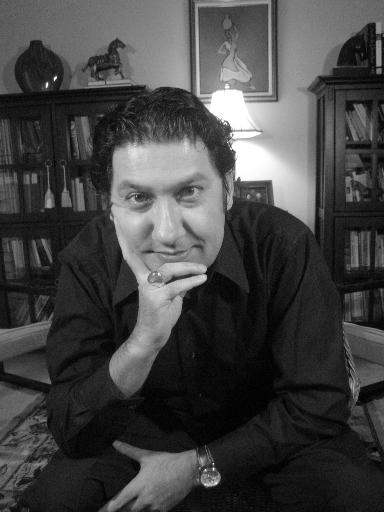
Assem Akram

Assem Akram (Dari عاصم اکرم; * 29. September 1965 in Kabul) ist ein afghanischer Historiker und Schriftsteller. Er promovierte an der Pariser Sorbonne.

## Leben
Während des sowjetisch-afghanischen Krieges setzte sich Akram als Diplomat aktiv für die Befreiung seiner Heimat Afghanistan ein. 1993 trat er, aus Ernüchterung über die nicht enden wollenden Konflikte in Afghanistan, von seinem diplomatischen Posten in Paris zurück.
Assem Akram lebt seit 1996 mit seiner Frau und seinen zwei Söhnen in Springfield, Virginia.

## Werke (Auswahl)
- نگاهی به شخصیت، نظریات وسیاست های سرداد محمد داؤد Negahi be Schachsiyat, Nazariyat wa-Siyassat ha-ye Sardar Mohammed Daoud (Blick auf Persönlichkeit, Einstellung und Politik des Mohammed Daoud). Mizan Verlag, Alexandria 2001, 440 Seiten (persisch).
- Histoire de la guerre d’Afghanistan (Die Geschichte des Krieges in Afghanistan). Balland Verlag, Paris 1996, 641 Seiten (französisch). Zweitdruck und Überarbeitungen im Juni 1998 und Dezember 2001
- The 1492 Conspiracy (Die Verschwörung von 1492, Ein Plan zur Besetzung des Heiligen Landes und zum Gewinn der Präsidentschaftswahl), Roman. Three-Horned Lion, USA 2006, ISBN 0-9710781-1-4, 304 Seiten (englisch)
- Ocre fatale, Roman. Balland Publishing House, Paris 2001, 230 Seiten (französisch)